# NGC 7683
NGC 7683 is een lensvormig sterrenstelsel in het sterrenbeeld Pegasus. Het hemelobject werd in 1865 ontdekt door de Italiaanse astronoom Gaspare Stanislao Ferrari.

## Synoniemen
- UGC 12623
- MCG 2-59-48
- ZWG 431.74
- KARA 1020
- PGC 71565